# Planetarium Jena

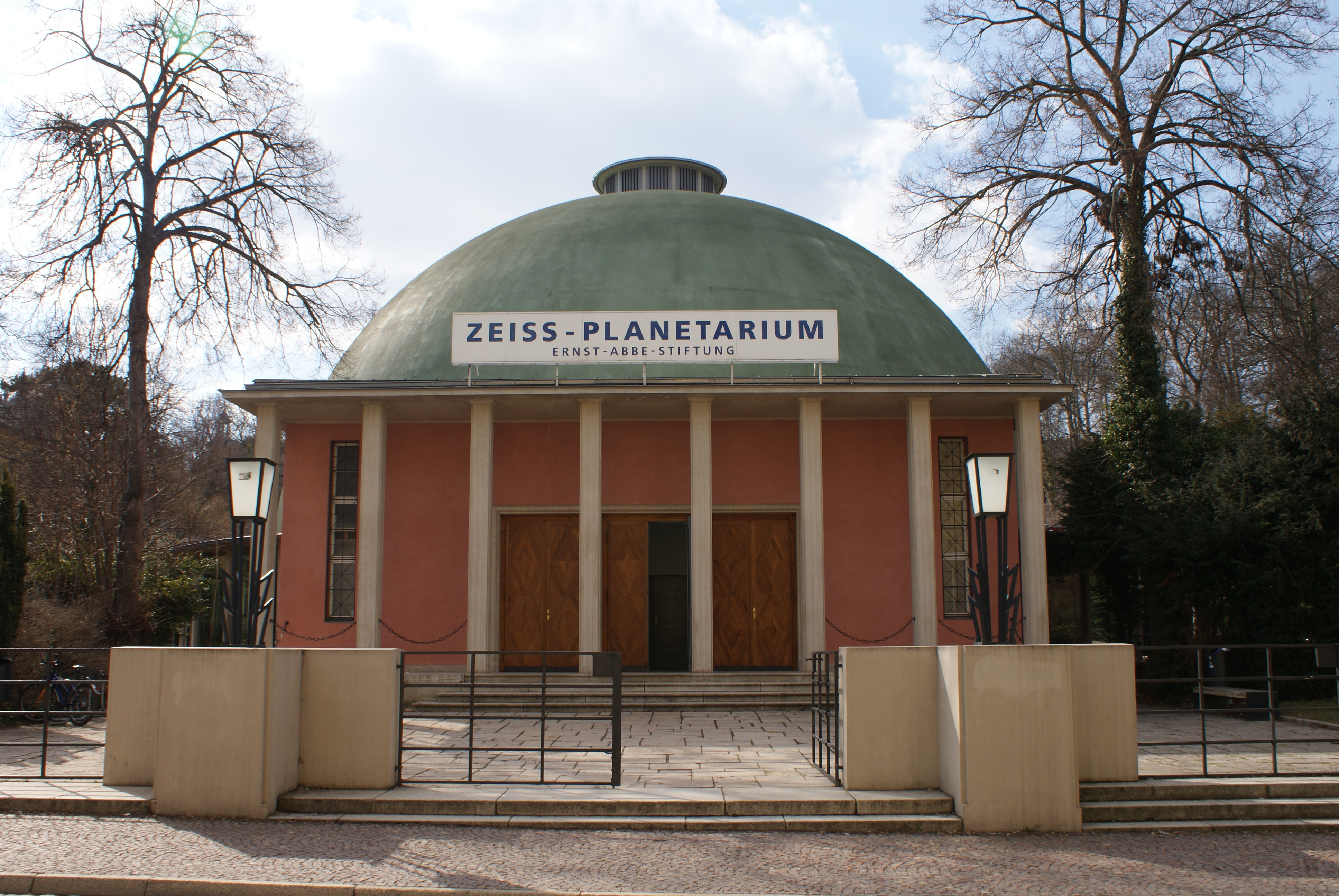
Zeiss-Planetarium Jena 2013

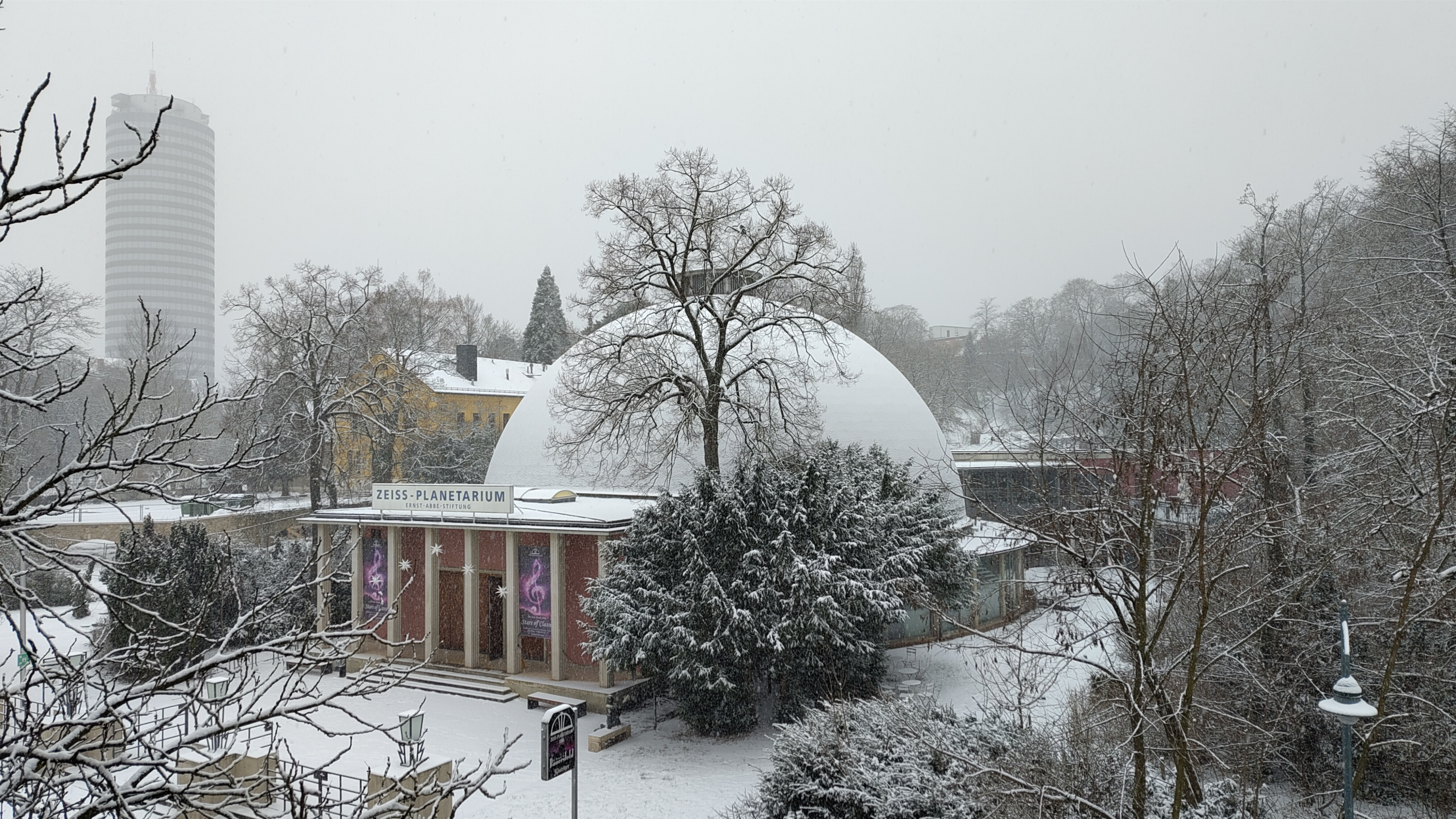
Winteransicht (2025)

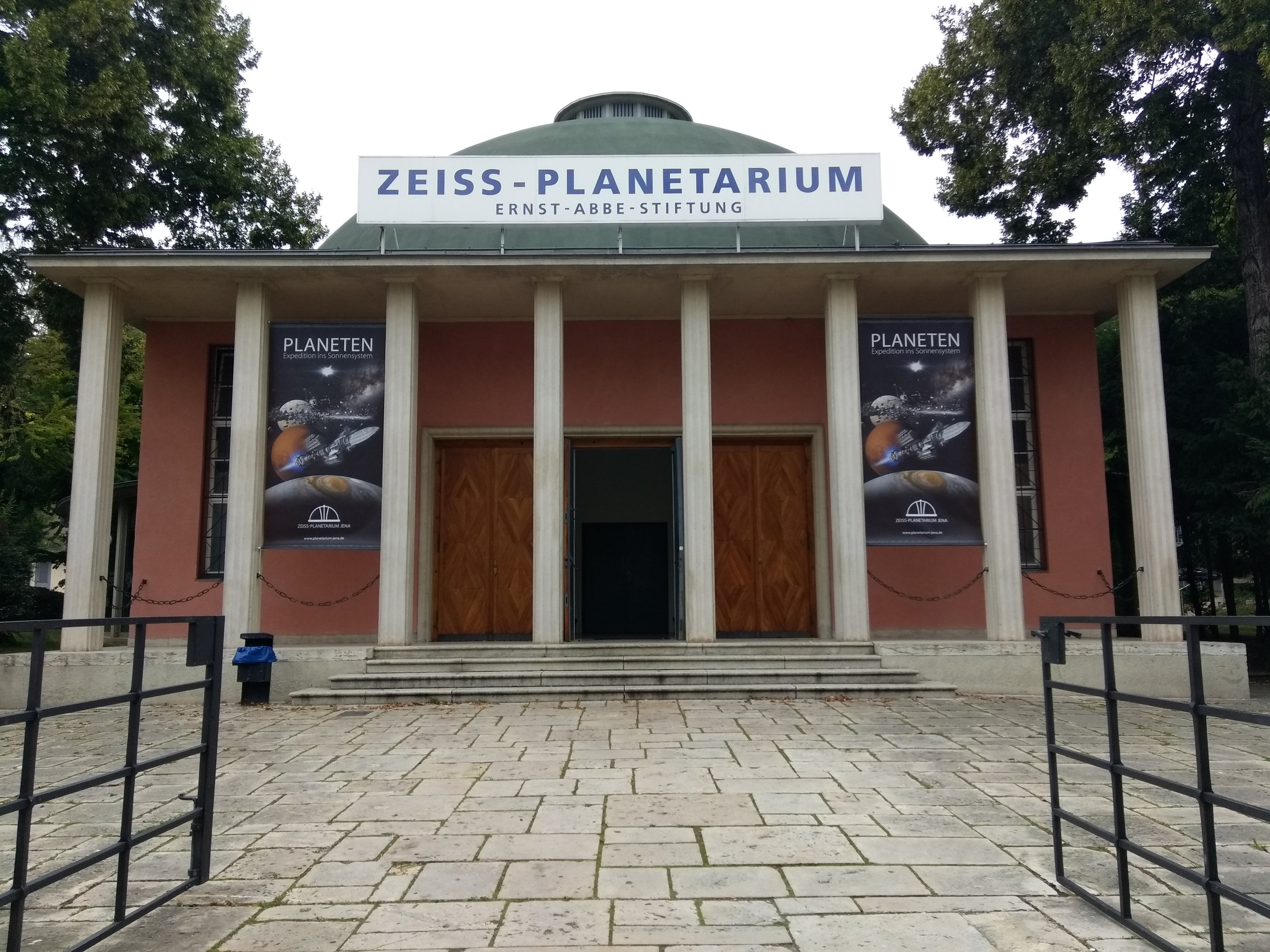
Planetarium 2017

Das Zeiss-Planetarium in Jena ist das weltweit betriebsälteste Großraum-Projektions-Planetarium. Es wurde am 18. Juli 1926 eröffnet. Das Zeiss-Planetarium ist ein Projektionsplanetarium, bei dem die Fixsterne und die Planeten auf die Innenseite einer weißen Kuppel projiziert werden. Es ist eines der Historischen Wahrzeichen der Ingenieurbaukunst in Deutschland.
Eigentümerin ist die Ernst-Abbe-Stiftung und betrieben wird das Planetarium durch die Sternevent GmbH. Im Jahr 2024 wurde es über 170.000 Mal besucht.

## Geschichte

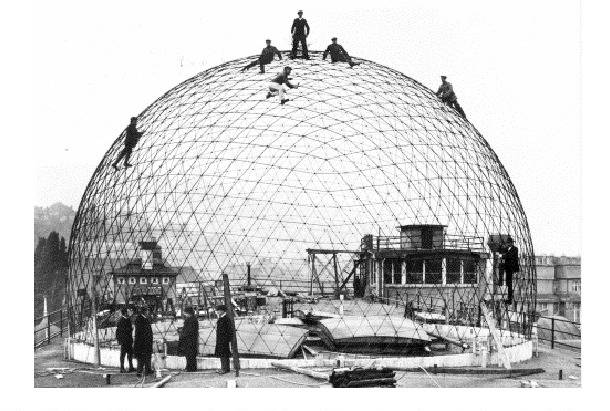
Die provisorische Planetariumskuppel (ca. Anfang 1924)

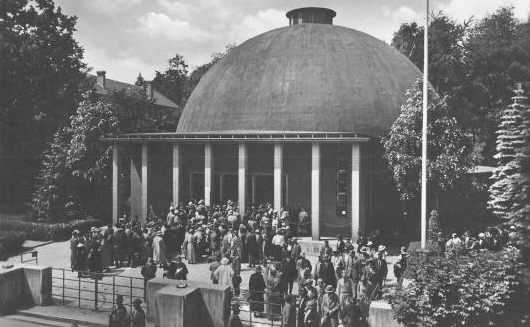
Planetarium Jena (1926)

Die Entwicklung des Planetariums basiert auf einer Idee von Oskar von Miller, dem Begründer des Deutschen Museums in München, der bereits im Jahre 1912 die Errichtung eines Ptolemäischen Planetariums im Stil eines begehbaren Himmelsglobus mit einer mechanischen Vorrichtung zur Darstellung der Planetenbahnen in seiner Institution vorsah. Zur Realisierung wandte er sich 1913 an das Unternehmen Carl Zeiss in Jena. Da sich das ursprüngliche Vorhaben als technisch zu aufwändig und kaum umsetzbar erwies, entwarf Walther Bauersfeld Anfang 1919 die grundlegende Form für ein Planetariumsgerät auf der Basis optomechanischer Lichtprojektion. Dieses wurde 1924 als Modell I in München installiert.

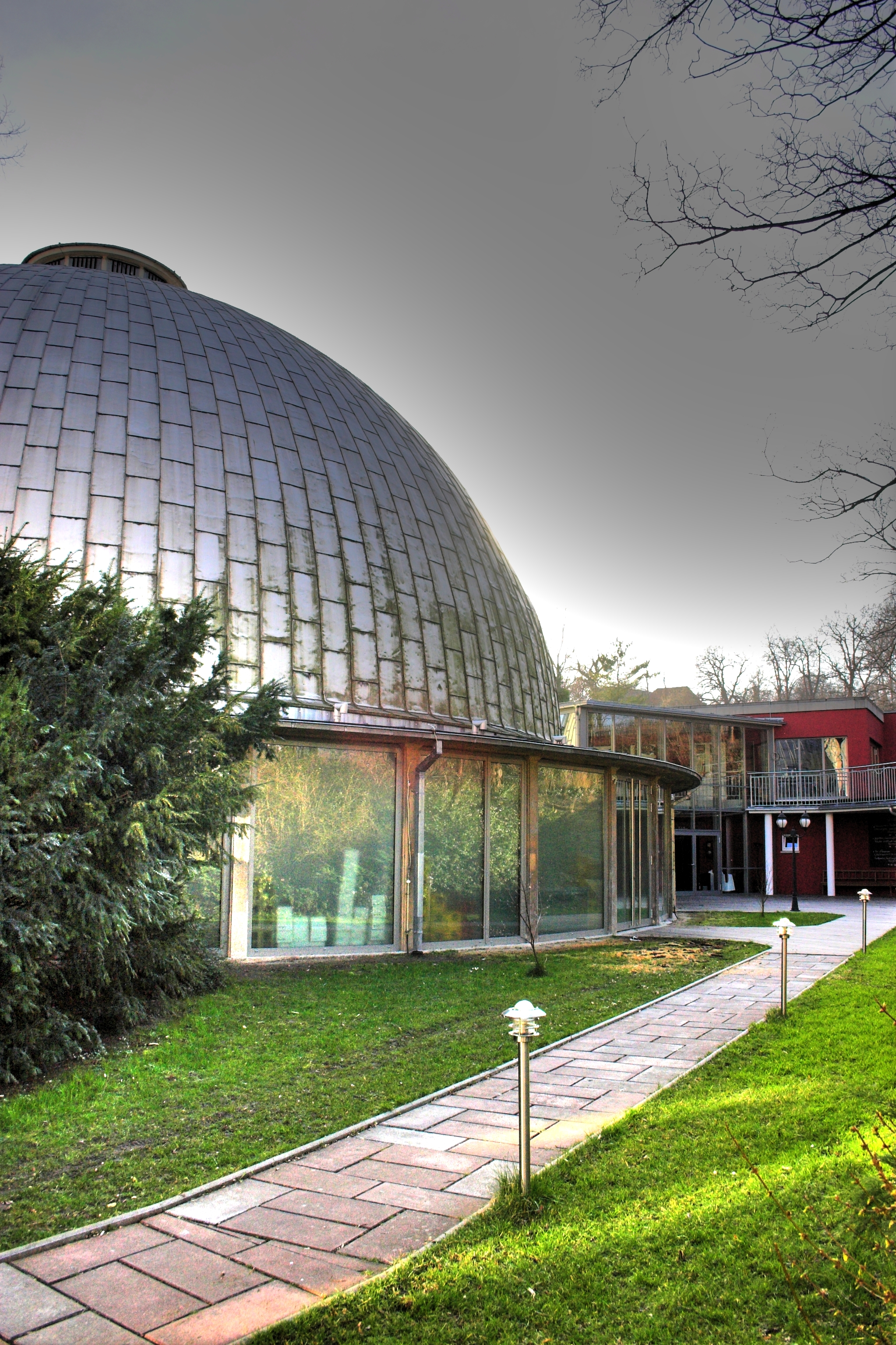
Seitenansicht

Ab Ende Juli 1924 besuchten bereits rund 80.000 Menschen die ersten Versuchsvorführungen des künstlichen Sternhimmels in einer provisorischen Kuppel auf dem Dach der Jenaer Zeiss-Werke, dieser wurde in der Presse als das „Wunder von Jena“ gefeiert.
Aufgrund großer Resonanz und Nachfrage aus anderen Städten und Regionen, begann die Firma Carl Zeiss mit der Planung eines großen und ständigen Planetariums in Jena und der Weiterentwicklung des Projektors zum Zeiss-Planetarium – später genannt Modell II. Binnen weniger Monate standen Planung und Entwurf, und Ende 1924 begann der Bau des Jenaer 25-Meter-Planetariums nach den Entwürfen der Architekten Schreiter & Schlag im damaligen Prinzessinnengarten. Nachdem 1926 bereits in Wuppertal-Barmen, Leipzig und Düsseldorf erste Großplanetarien eröffnet wurden, folgte am 18. Juli 1926 Jena als Nummer vier weltweit.
Im Jahre 1984/85 wurde das Planetarium umfassend baulich und technisch erweitert. Der Einbau computergesteuerter Technik sowie der Austausch mit anderen Planetarien auf beiden Seiten des eisernen Vorhangs führten zu einer Neuorientierung in Programmangebot und Besucherservice. 1993 folgten weitere technische Erneuerungen im Bereich peripherer Projektionstechnologien wie All-Sky Diaprojektion und Panoramasystemen. 1996 wurde der noch in klassischer Hantelform ausgeführte Sternprojektor Zeiss Cosmorama durch das Starball-Modell VIII „Universarium“, ebenfalls von der Firma Carl Zeiss Jena GmbH, ersetzt. Nach umfangreichen baulichen Restrukturierungen wurde das Planetarium im Oktober 2004 um das Restaurant „Bauersfeld“ erweitert. 2006 erfolgte die Installation des laserbasierten Ganzkuppelprojektionssystems ADLIP (All Dome Laser Image Projection) der Firmen Carl Zeiss und Jenoptik. Das Planetarium Jena wurde damit zum ersten laserbasierten Fulldomeplanetarium Europas.

## Derzeitige Projektionstechnik

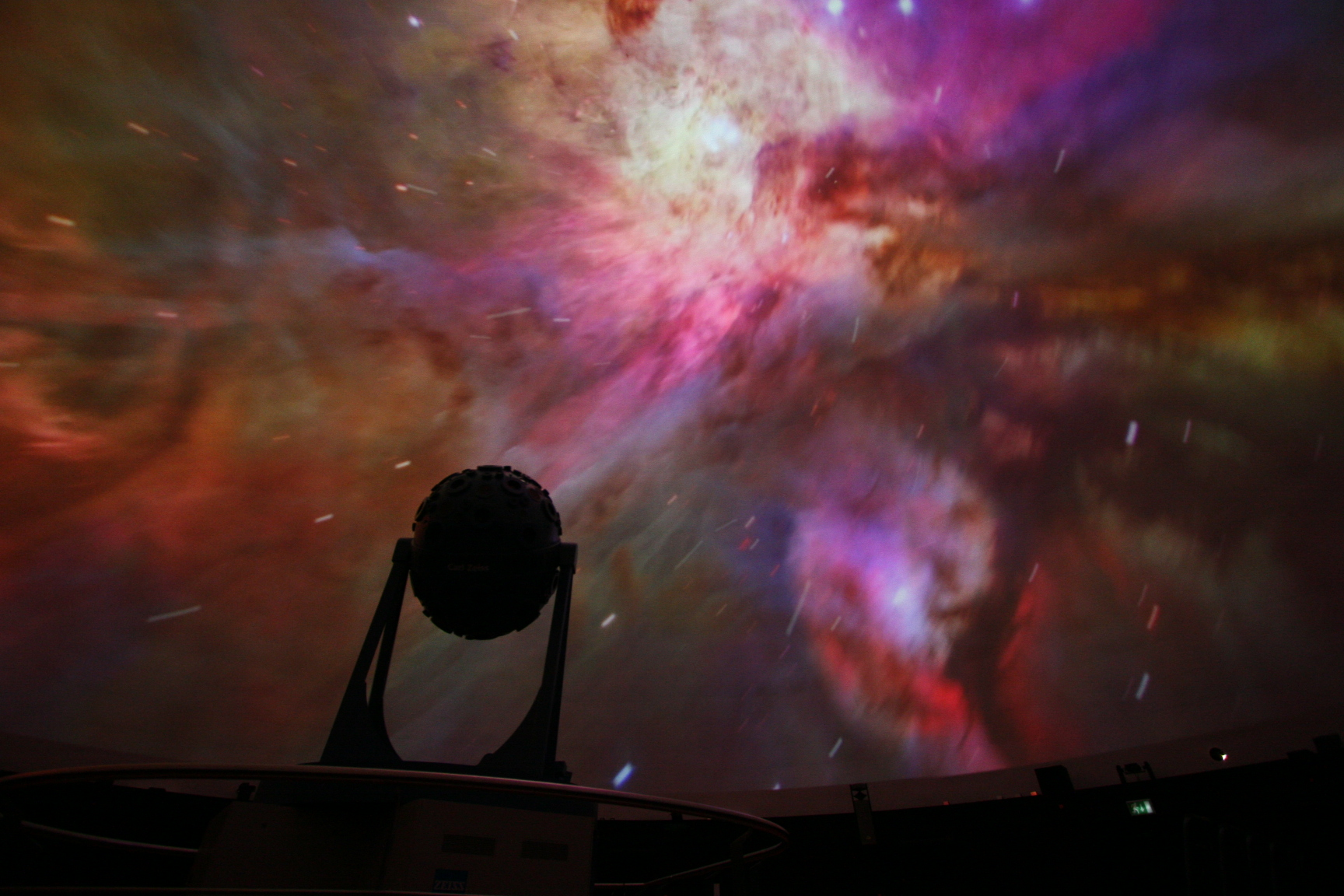
ADLIP-Projektion im Planetarium Jena

### Digitale Ganzkuppelprojektion
Am 3. November 2011 wurde ein komplett neues Video- und Audiosystem installiert, welches mit dem Begriff „Das Neue Planetarium“ betitelt wurde. Es handelt sich dabei um ein Powerdome-Velvet-Projektionssystem der Firma Zeiss, welches eine realistische Darstellung von Hell-Dunkel-Kontrasten ermöglicht und das bisher verwendete Adlip-System ersetzt. Damit ist eine höhere Auflösung bis zu 4096 × 4096 Pixel möglich und ein gesteigertes Kontrastverhältnis von 2.500.000:1.
Mit Hilfe von acht synchron arbeitenden Velvet-Projektoren ist es möglich, bewegte Bilder auf der gesamten Kuppel mit mehr als 800 m² Fläche darzustellen. Die Teilbilder werden so ineinander geblendet, dass der Betrachter keine Übergänge, sondern nur ein Gesamtbild an der Kuppel sieht. Die Projektoren sind am Kuppelrand installiert.
Zeiss liefert mit der Laserprojektion auch das bildgebende Rechnersystem „PowerDome“. Dieses System besorgt die Verzerrungskorrektur, die Aufteilung des Gesamtbildes auf die einzelnen Projektoren und das Edge-Blending in Echtzeit.

### Optomechanische Sternprojektion
Das „alte“ Herzstück des Planetariums ist der 1996 installierte Sternenprojektor Modell VIII. Mit ihm ist es möglich, das Firmament täuschend echt abzubilden.

## Projektionskuppel
Für den Bau des Planetariums wurden erstmals neue Berechnungen und Fertigungsmethoden für dünnwandige Kuppeln (Schalen) aus Beton entwickelt. Das Planetarium mit seiner halbkugeligen Kuppel wurde von Walther Bauersfeld entwickelt. Sie besteht aus einem Stabnetzwerk ähnlich den geodätischen Kuppeln, die in späteren Jahren von Richard Buckminster Fuller gebaut wurden. Die Kuppel des Planetariums wurde in Zeiss-Dywidag-Schalenbauweise von der Bauunternehmung Dyckerhoff & Widmann AG erbaut und von Franz Dischinger konstruiert. Die nur sechs Zentimeter starke Betonschale der Planetariumskuppel hat einen Durchmesser von 25 Meter.

## Planetariumsprogramme
Wie viele andere Großplanetarien verfügt das Planetarium Jena über eine gewachsene Tradition hauseigener Planetariumsshowproduktion. Neben klassischen, live vorgetragenen Sternführungen wird im Planetarium Jena ein breites Spektrum an multimedialen Bildungs- und Unterhaltungsveranstaltungen gezeigt.

## Sonstiges
Die neue Tonanlage – das 3D-Sound-System „SpatialSoundWave“ – ist die weltweit erste Festinstallation vom Ilmenauer Fraunhofer-Institut für digitale Medientechnologie IDMT in einer Planetariumskuppel und sorgt für ein Raumklangerlebnis der besonderen Art, da es mit der Wellenfeldsynthese arbeitet.
Im ersten Halbjahr 2026 soll das Planetarium und der Außenbereich für vier bis sechs Millionen Euro aufwendig saniert werden. Pünktlich zum 100. Geburtstag am 18. Juli 2026 sollen die Arbeiten abgeschlossen sein.